# Australopithecus sediba
Az Australopithecus sediba egy kihalt hominidafaj, amely Dél-Afrikában élt a kora pleisztocénben, mintegy 1,98 millió évvel ezelőtt. Mindössze két fosszíliája ismert, a serdülőkorú MH1 és a felnőtt nőstényhez tartozó MH2. Mindkettő a Malapa-barlangból került elő, ahol valamikor belezuhantak egy mély aknába és csontjaikat elborította az üledék és a barlangi mészkiválás.
Az A. sediba egy időben élt a Paranthropus robustus-szal és a Homo ergaster/H. erectus-szal. Eleinte potenciális emberősként tartották nyilván, de lehetséges, hogy csak ebben a régióban korábban élő A. africanus egy megmaradt és némileg továbbfejlődő populációját képviseli, amely leszármazottak nélkül halt ki.
A serdülőkorában elpusztult MH1 (melynek nemét nem sikerült bizonyosan megállapítani) és a felnőtt nőstény MH2 súlya egyaránt 30–36 kg lehetett. Az MH1 magasságát 130 cm-re becslik, és felnőttként kb. 150–156 cm-esre nyúlhatott volna. Agytérfogata 420–440 cm3 volt, ami megfelel a többi australopithecusénak. Arckoponyája meglehetősen emberszerű, szemöldökeresze, járomcsontja kisebb mint a közeli rokonaié, állkapcsa kevésbé ugrik előre és már az áll is megfigyelhető. Lehetséges azonban, hogy ezek a jellemzők csak fiatal korának köszönhetők és felnőttként koponyája megfelelt volna az A. africanus-énak. Más australopithecusokhoz hasonlóan törzsének felső része keskeny volt és majomszerű, mellkasának alsó része azonban emberszerűen széles. Kezének anatómiája arra utal, hogy gyakran mászott fára. Medencecsontja teljesen a két lábon járáshoz alkalmazkodott, de lábfejének szerkezete kompromisszumnak tűnik a rendszeres felegyenesedett járás és a részben fán lakó életmód között.
Étrendjét csak C3 típusú erdei növények tették ki: gyümölcsök, levelek, füvek, sások, sőt fakéreg is. Ebben eltér a korai hominidáktól, amelyek C3 és C4 növényeket vegyesen fogyasztottak, de hasonlít a mai szavannán élő csimpánzokra. Kéregevést más hominidák esetében nem figyeltek meg. Környezetében a zárt erdők nyíltabb füves területekkel váltakoztak, ahol az éghajlat hűvösebb és csapadékosabb volt a mainál.

## Felfedezése
Az Australopithecus sediba első fosszíliáját, egy jobboldali kulcscsontot (kódja MH1) a 9 éves Matthew Berger találta, aki ezen a napon, 2008. augusztus 15-én apját, Lee Rogers Berger dél-afrikai paleontológust kísérte el a Malapa-barlangbeli ásatására. Az ezt követő feltárás során felfedezték az MH1 csontvázának további darabjait: részleges koponyát és állkapocstöredékeket, kar- és ujjcsontokat, a váll csontjait, mellkast, gerincoszlopot, medencét, a lábak és lábfejek csontjait. Berger a csontváz jellegzetességei (fejlődésnek indult szemöldökeresze, szemfogának gyökere, állkapocsszöge, a csontokon talált nagy izomtapadási felületek alapján serdülő hímként határozta meg az MH1-et. Kollégái azonban úgy vélték, hogy ezek nem eléggé megbízható módszerek a nem meghatározására, azért az A. africanus esetében is alkalmazott módszerrel, az orrüreg morfológiája alapján nőstényként határozták meg a fosszília egykori tulajdonosát. Az MH1 a "Karabo" becenevet kapta, ami tswana nyelven "választ" (válasz az emberiség eredetének kérdésére) jelent. Az elnevezésre pályázatot írtak ki, amit egy 17 éves johannesburgi diáklány nyert.
Húsz nappal később, 2008. szeptember 4-én újabb részleges csontvázat (MH2) tártak fel a barlangban, amelyhez felső állkapocsbeli fogak, részleges állkapocs, egy majdnem teljes jobb kar, egy jobb lapocka, valamint a váll, a jobb kar, gerinc, bordák, medence, térdízület, lábfej töredékei tartoztak. Mivel medencéje széles és négyszögletes, az izomtapadási felületek pedig közepes-gyengék, ezt a példányt felnőtt nőstényként határozták meg.

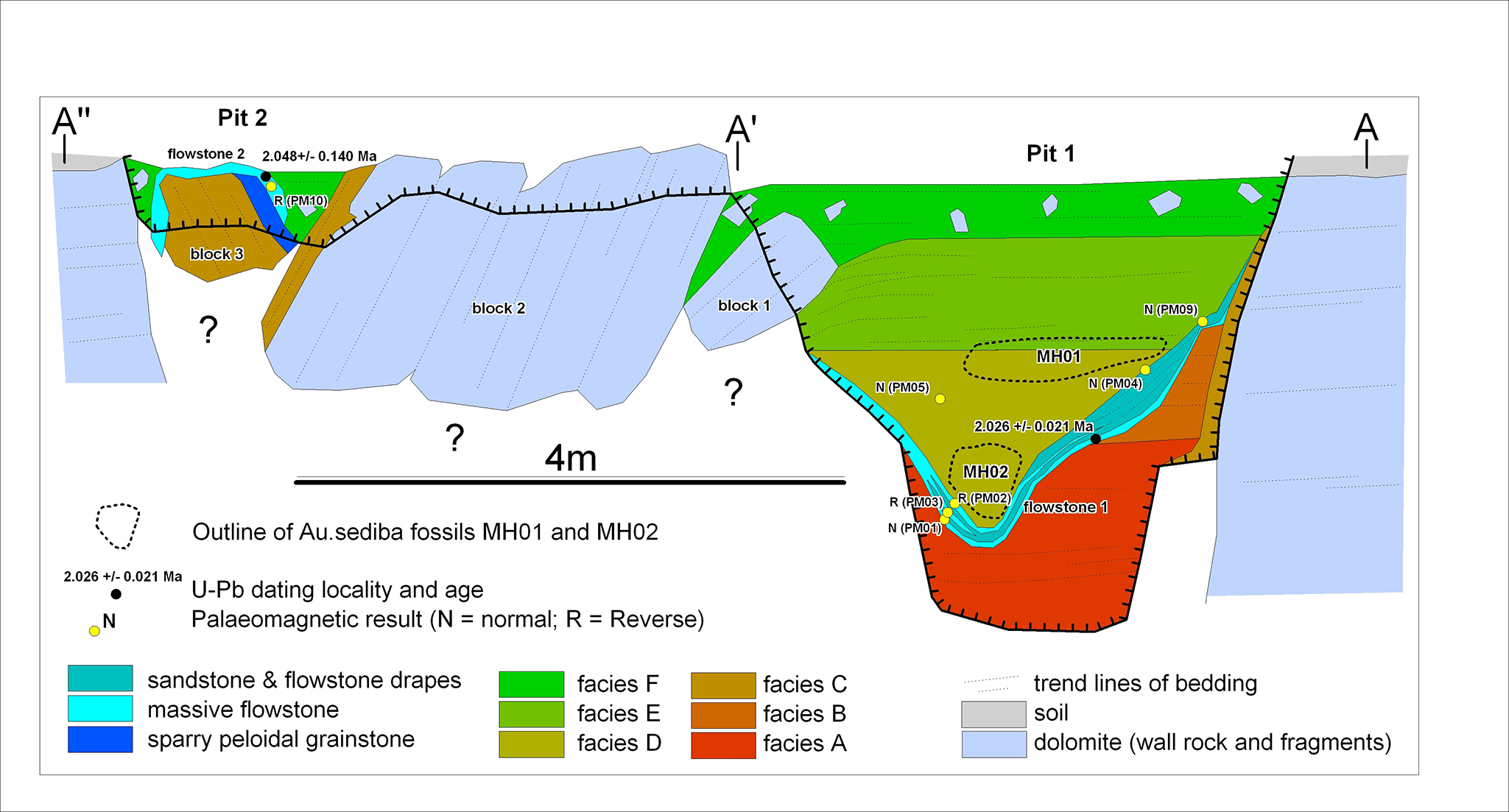
A Malapa-barlang üledéke és a hominidafosszíliák helye

A két lelet környezetében olyan más fajok maradványait találták, amelyek a kora pleisztocénben, 2,36-1,5 millió évvel ezelőtt éltek, így az A. sediba is ebből az időszakból való. A réteget fedő kalcitkiválás urán-ólmos kormeghatározása 2,026±0,021 millió éves kort adott. Az archeomágneses vizsgálat normális polaritást mutatott (szemben a mai fordított polaritással) ami ebben az időszakban csak 1,95-1,78 millió évvel ezelőtt keletkezett anyagokra vonatkoztatható. 2011-ben megismételték az urán-ólom tesztet, amely ezúttal 1,977±0,002 millió éves kort határozott meg.
A Malapa-barlangrendszer egy mintegy 500x100 m-es területen elhelyezkedő, egymással kapcsolatban álló üregek rendszere, amely két törésvonal kereszteződésénél található. A hominidamaradványok egy 3,3x4,4x3,5 méteres gödör üledékéből kerültek elő, ami valaha egy legfeljebb 30 méter mély akna alsó pontja lehetett. Az MH1 és az MH2 barlangi mészkiválás képezte kőzetbe ágyazódtak (az üledék 1,5 m vastag D fáciesébe), az egyik 40 cm-rel magasabban a másiktól. A fosszíliák helyzete arra utal, hogy hamar megállapodtak végső helyzetükben, csak nagyon keveset mozdultak el és ezt követően a kiváló mészkő rögzítette őket. Dögevők tevékenységének nincs jele, vagyis más állatok nem férhettek hozzá a testhez.
Mindebből arra lehet következtetni, hogy a hominidák fentről eshettek bele az aknába, talán vizet keresve. A holttesteket egy nagyobb esőt követő áradat az üreg mélyére sodorta. A barlangüreg idővel beszakadt, a mélyedéseket sár töltötte ki.

## Osztályozása

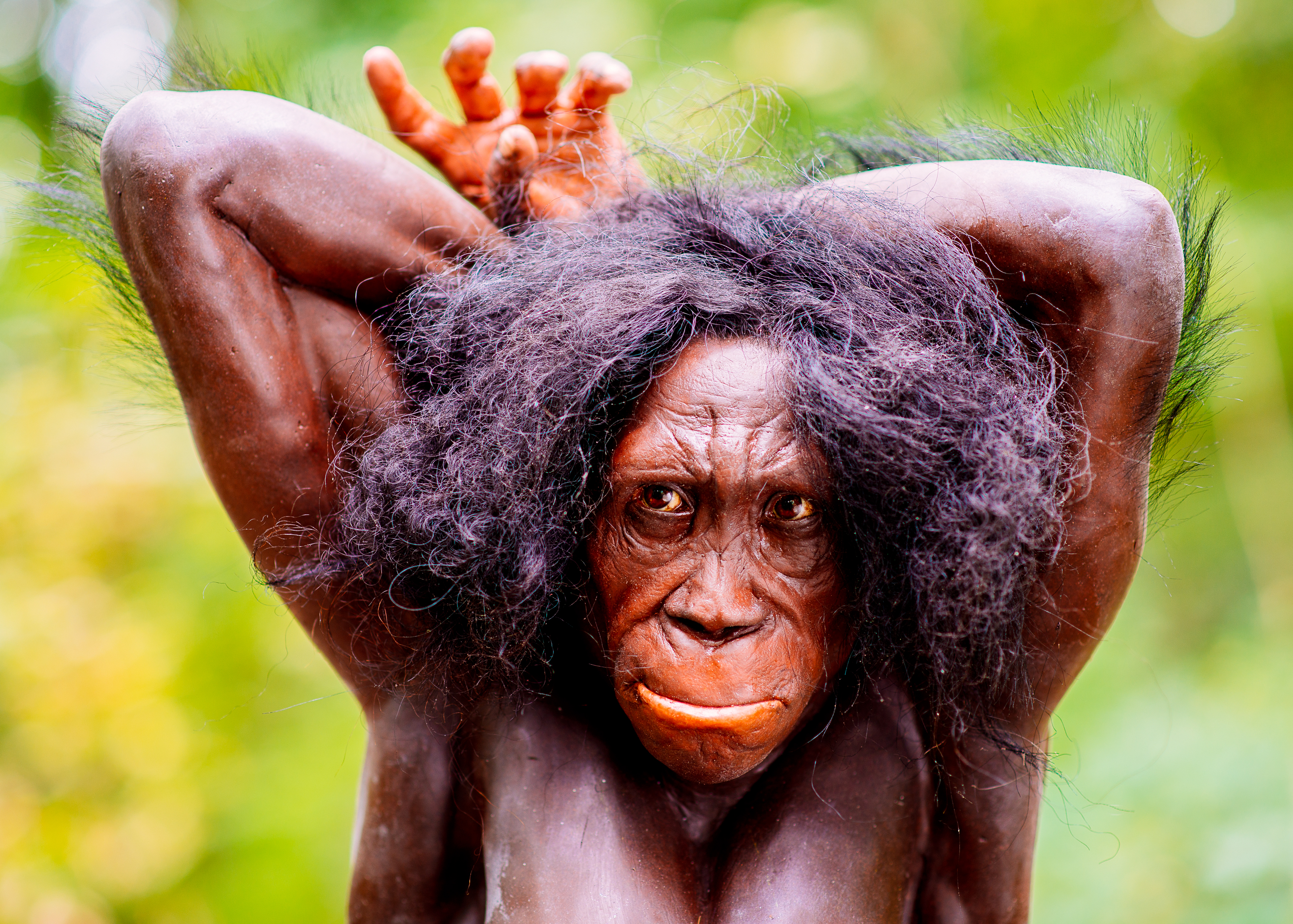
A. sediba hím szőrtelen testű rekonstrukciója (Neanderthal Museum, Németország)

2010-ben a két fosszíliát új fajként sorolták be, amely az Australopithecus sediba nevet kapta és amelynek az MH1 a holotípusa, az MH2 pedig a paratípusa. A "sediba" a helyi sesotho nyelven forrást vagy kutat jelent. Mivel az A. sediba számos jellemzője (főleg a medence és a lábak tekintetében) hasonlóságot mutatott a Homo ergaster/H. erectus-szal, feltételezték hogy átmeneti alak az Australopithecus és a Homo nemek között. Fogai is arra utalnak, hogy közeli rokonságban áll a Homo-k őseivel. Az A. sediba fosszíliákat azonban egy 1,95–1,78 millió éves, dél-afrikai üledékből emelték ki, míg az akkor ismert legkorábbi Homo példány 2,33 millió éves etiópiai rétegekből került elő. (azóta feltártak 2,8-2,75 millió éves Homo maradványokat is, szintén Etiópiából). Az időbeli eltérés áthidalására feltételezték, hogy az A. sediba a szintén dél-afrikai A. africanus-ból fejlődött ki, majd belőle szakadtak ki a Homo nem ősei, még jóval a malapai példányok élete előtt. Ez az elmélet viszont egy 800 ezer éves szakaszt hagy üresen az A. africanus és a malapai hominidák között. Azt is feltételezték, hogy a H. ergaster/H. erectus (a Homo nem első vitathatatlan tagja) nem a H. habilis-tól vagy a H. rudolfensis-től ered, mint eddig gondolták, hanem az A. sedibá-tól. Azóta azonban kiderült, hogy H. ergaster/H. erectus már korábban is élt, mint addig feltételezték, így az A. sediba és a Paranthropus robustus kortársa volt Dél-Afrikában.
Egy másik verzió szerint az A. sediba az A. africanus egy tovább túlélő csoportja lehetett és nincs köze a Homó-khoz, vagyis hozzá hasonlító jellemzői tőle függetlenül fejlődtek ki. Figyelembe kell venni, hogy a korai Homo-fosszíliából igen kevés áll rendelkezésre és azok is jórészt töredékesek, így a biztos anatómiai összehasonlítás igen nehéz, sőt sokszor lehetetlen feladat. Egyelőre még az is vita tárgya, hogy az A. africanus, az A. afarensis vagy az A. garhi volt-e az ősük.

## Testfelépítése

### Koponya

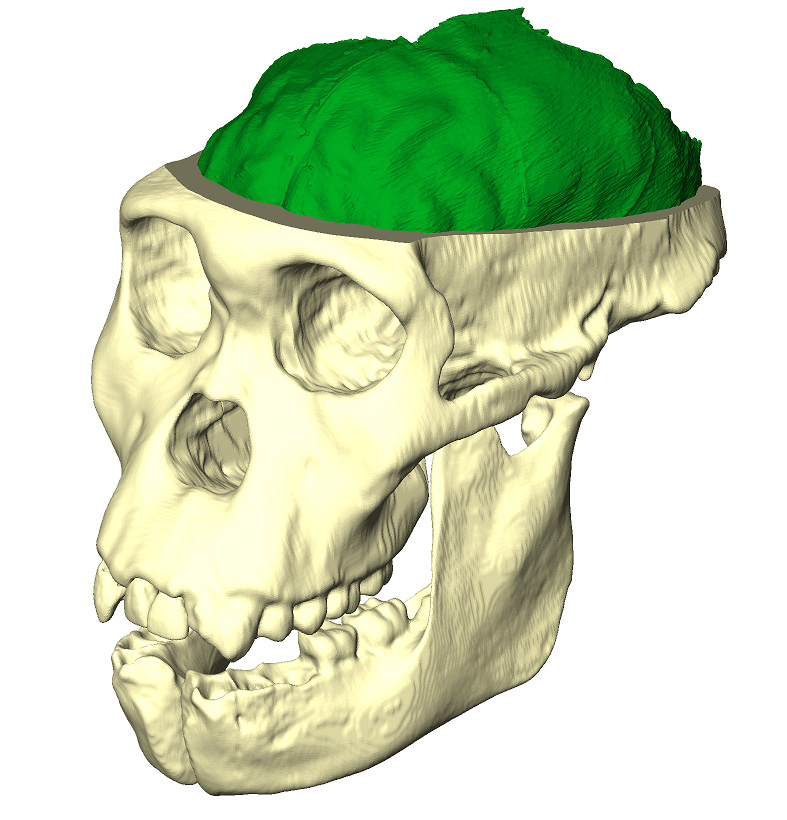
Az MH1 koponyarekonstrukciója az aggyal

Az MH1 koponyamaradványai alapján a nagyagy térfogatát 363 cm3-nek mérték. Figyelembe véve, hogy a Paranthropus boisei KNM-ER 23000 fosszíliájának és az A. africanus Sts 19 példányának 40–50 cm3, a H. habilis KNM-ER 1813 és KNM-ER 1805, valamint a H. rudolfensis KNM-ER 1470 példányainak 55–75 cm3 volt a kisagya, az MH1 kisagyát is kb. 50 cm3-re lehet becsülni, vagyis a teljes agytérfogata 420–440 cm3 lehetett. Ez megfelel a többi australopithecusénak. A mai főemlősök adataiból extrapolálva az újszülött A. sedibák agya 153–201 cm3 körül mozoghatott. Az agy felépítése alapvetően hasonlított az australopithecusokéhoz, bár az orbitofrontális kéreg inkább emberszerű.
Összességében az A. sediba koponyája igen hasonlított az A. africanuséhoz, bár az MH1 agykoponyája valamivel kisebb, de belső ürege szélesebb, a falcsont függőlegesebb helyzetű, a felső és az alsó halántékvonal messzebb van egymástól. A Homo-k felé mutató jelleg a kevéssé kifejezett szemöldökeresz, a kevésbé kiálló járomcsontok, a nem annyira előreugró állkapocs és a már megjelenő, de gyenge áll. Megjegyzendó azonban, hogy hasonló jellegek már egyes A. africanus koponyákon is megjelennek és egyes kutatók szerint ezek juvenilis jellemzők, amelyek a felnőttek koponyáin eltűnnek. Ezenfelül ha az állkapocs előreugrását nem az orr tövétől, hanem az alsó orrtövistől mérik, az MH1 ebben a paraméterben is az A. africanus-nál megfigyelt értékhatárokon belülre esik. A fogak viszonylag kicsik, ebben is inkább a korai Homo fajokra hasonlít. Velük ellentétben azonban az A. sediba zápfogainak mérete hátrafelé egyre nagyobbodik (és nem a második zápfog a legnagyobb) és a zápfogak gumói is jobban összecsoportosulnak.

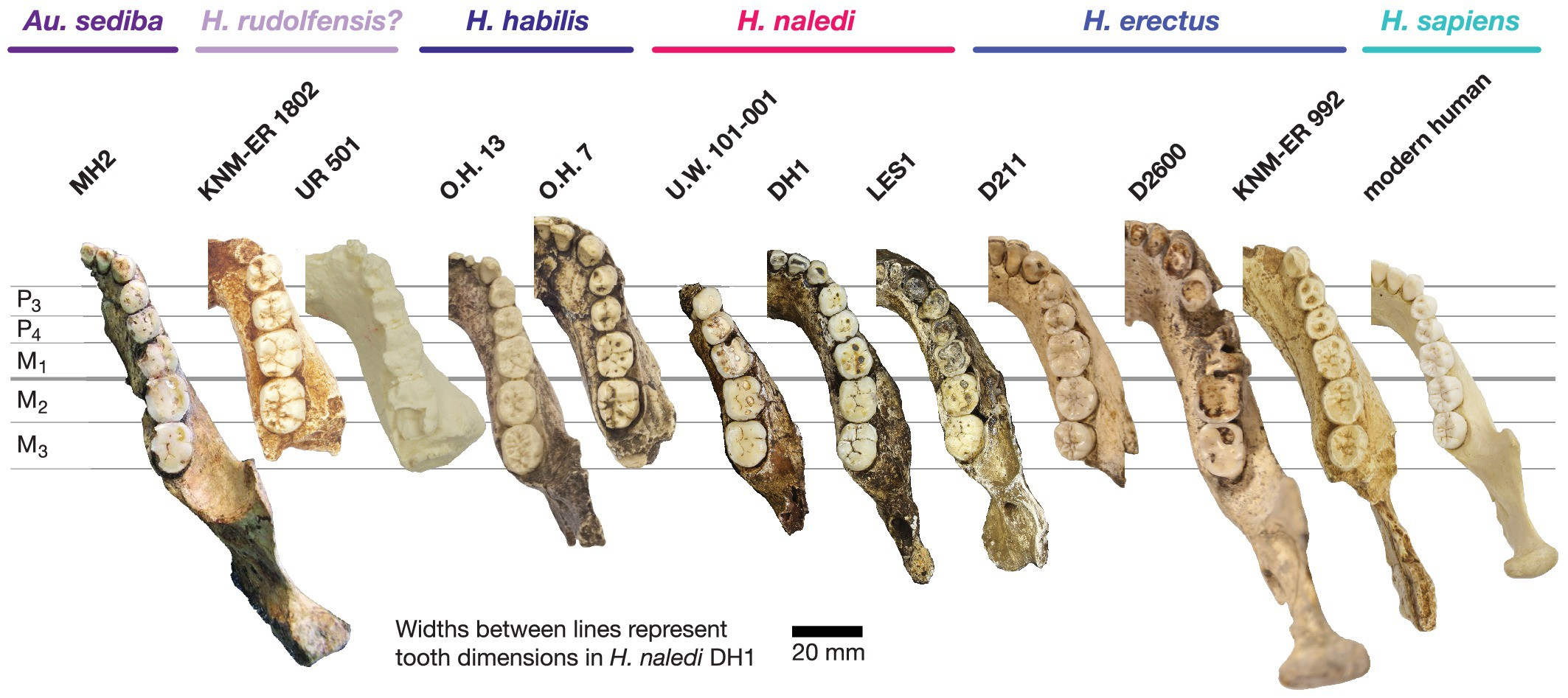
Különböző hominidák állkapocscsontjai (balra az A. sediba)

Az állkapocság (az alsó állkapcsot a koponyával összekötő nyúlvány) alakja eléggé eltérő az MH1 és MH2 esetében. Az MH1-é magasabb és szélesebb, elülső és hátsó vonala majdnem függőleges és párhuzamos egymással, míg az MH2-é elöl homorú és vonalai nem párhuzamosak. Az MH1 elülső kampónyúlványa hátrafelé hajlik, állkapocsbevágása pedig mély és aszimmetrikus; szemben az MH2 nem hajló kampónyúlványával és sekély bevágásával. A mai emberszabásúakkal összehasonlítva ekkora eltérés nem magyarázható csak a szexuális dimorfizmussal vagy az MH1 serdülő mivoltával; ez már valószínűsíti a fajon belüli variációk meglétét.

### Törzs

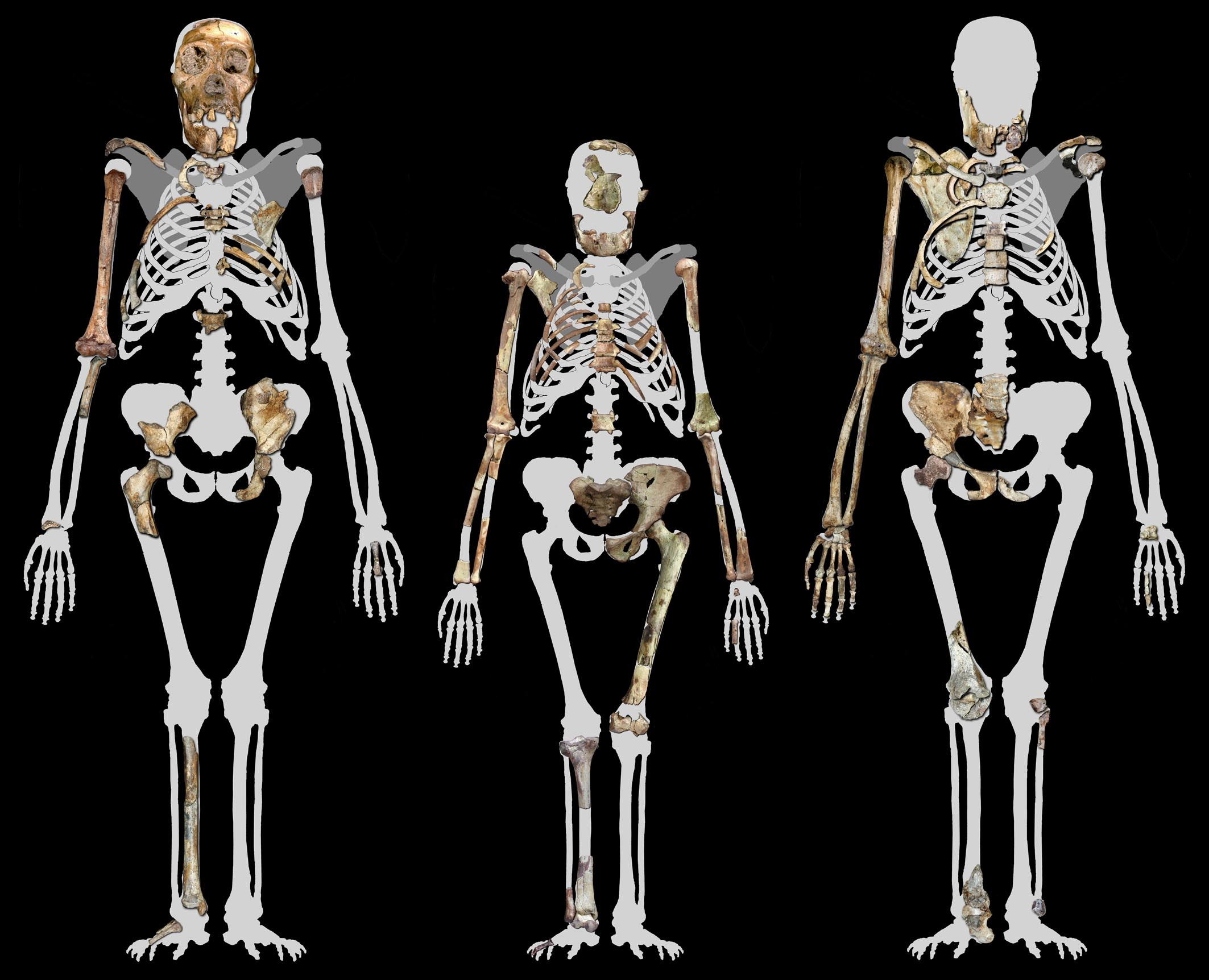
MH1 (balra), A. afarensis (Lucy; középen) és MH2 (jobbra)

Az MH1 és az MH2 nagyjából egyforma méretű volt, súlyuk 30–36 kg lehetett, ami kisebb néhány kortárs hominidától, de az australopithecusok között nem kiugró érték. Az MH1 nagyjából 130 cm magas volt, de igen fiatalon halt meg, csontvázának fejlettsége egy 12 éves gyereknek vagy 9 éves csimpánzkölyöknek felel meg. Fogazatának fejlődése alapján az A. sediba – akárcsak a korszak többi hominidája – az emberszabású majmok fejlődési görbéje szerint növekedett; így ha a csimpánzokhoz hasonlítjuk, akkor már elérte végleges testmagasságának 85%-át (a mai ember növekedése üteme alapján 80%-át). Eszerint a felnőttek magassága 150–156 cm lehetett.
Az MH1 esetében megtaláltak 4 nyaki, 6 mellkasi és 2 ágyékcsigolyát; míg az MH2-ből 2 nyaki, 7 mellkasi, 2 ágyéki és 1 keresztcsigolya maradt meg. A nyakcsigolyák kapcsolódása alapján fejének helyzete megfelelt a mai emberének, bár a csigolyák formája majomszerű és igen merev nyakra utal. Plexus brachialisa (a kar és kezek izmainak beidegzését végző idegfonat) sem hasonlított úgy a mai emberére, mint egyes A. afarensis példányoknál megfigyelhető. Az emberhez hasonlóan gerincének ágyéki része 5, viszonylag hajlékonyan kapcsolódó csigolyából állt, szemben az emberszabásúak 6-csigolyás, merevebb ágyékával. A gerinc ágyékrészének íve is megfelelt a felegyenesedett két lábon járás követelményeinek. Az MH1 esetében 2 felső, 1 középső és 3 alsó mellkasi borda maradt ránk; az MH2 4 egymás utáni felső-középső és 3 alsó mellkasi bordáját találták meg, utóbbiakat a kapcsolódó csigolyákkal. Ezek alapján az A. sedibá-nak majomszerűen keskeny felső mellkasa lehetett, de az emberszerű medence széles, az emberére emlékeztető alsó mellkasra enged következtetni. A szűk felső mellkas a karok himbálózásának és a mellkas kitágulásának akadályozásával feltehetően visszafogta a tüdőkapacitást és gátolta a hosszútávú futóképességet. Ezzel szemben az emberéhez hasonlóan keskeny dereka, oldalsó ferde hasizmai és szélesebb gerinc melletti iliocostalis izma a törzs oldalirányú hajlásának ellensúlyozásával hatékonyabbá tette a két lábon járást.

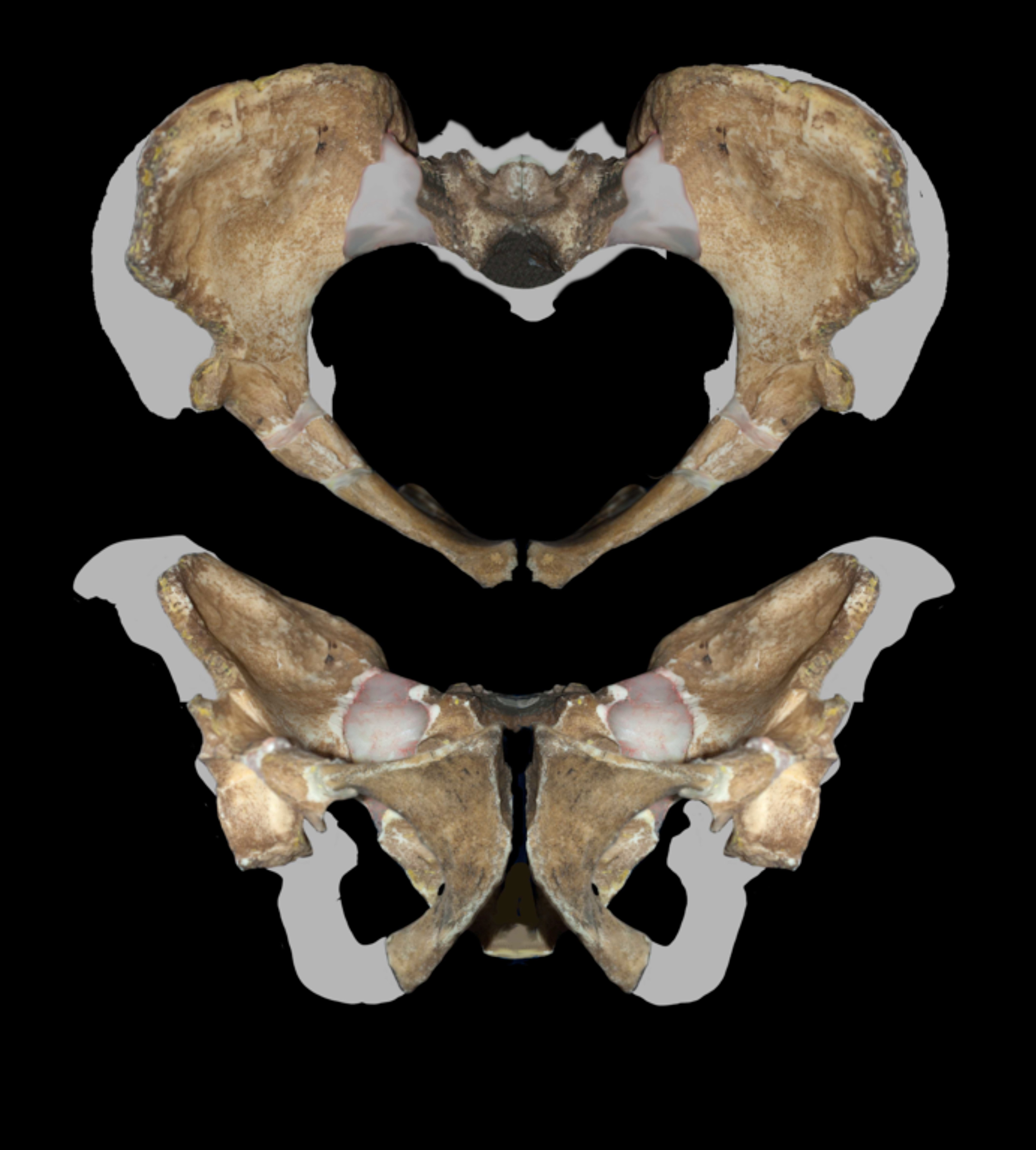
Az MH2 medencéje

A medence egyes, az emberszerű két lábon járást elősegítő jellemzői megfelelnek a korai Homo és H. ergaster példányoknak, valamint néhány Homo-szerű (de pontosan be nem sorolt) kenyai és tanzániai fosszíliáknak. A csípőízület tehereloszlása inkább hasonlít a mai emberéhez, mint pl. a H. habilis OH 62 fosszíliája esetében. Az A. sediba nőstények szülőcsatornája kerekebb, az emberéhez jobban hasonlít, mint a többi austrapolipthecusé, amelyeknél a medence bemenete lapítottabb. Azonban itt sem egészen kerek (ginekoid), ami arra utal, hogy az újszülött feje még arányaiban kisebb volt. Akárcsak az ember esetében, a szülőcsatorna átmérője hátrafelé növekszik és a szeméremcsont fölfelé ível.

### Végtagok

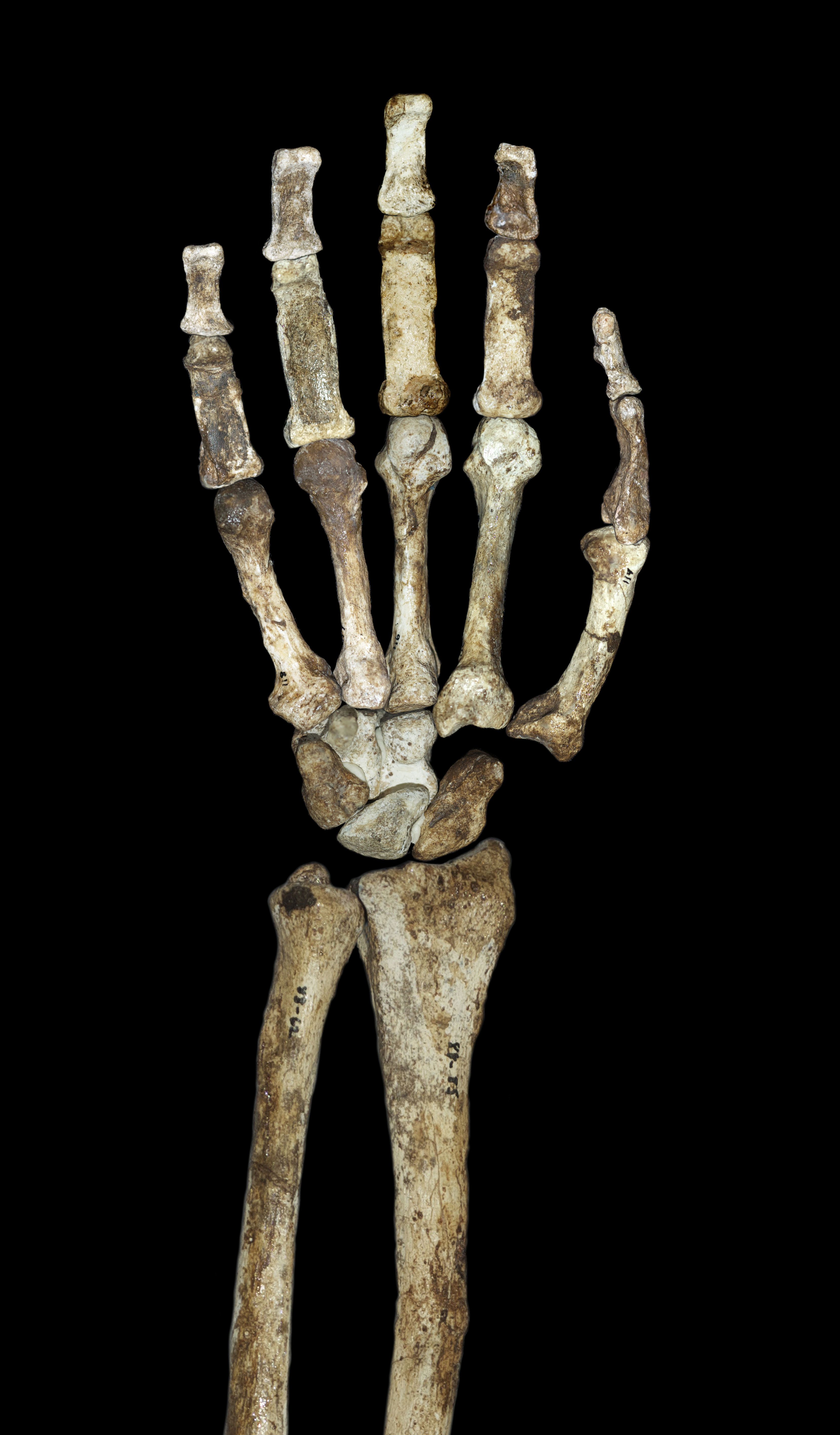
Az MH2 keze

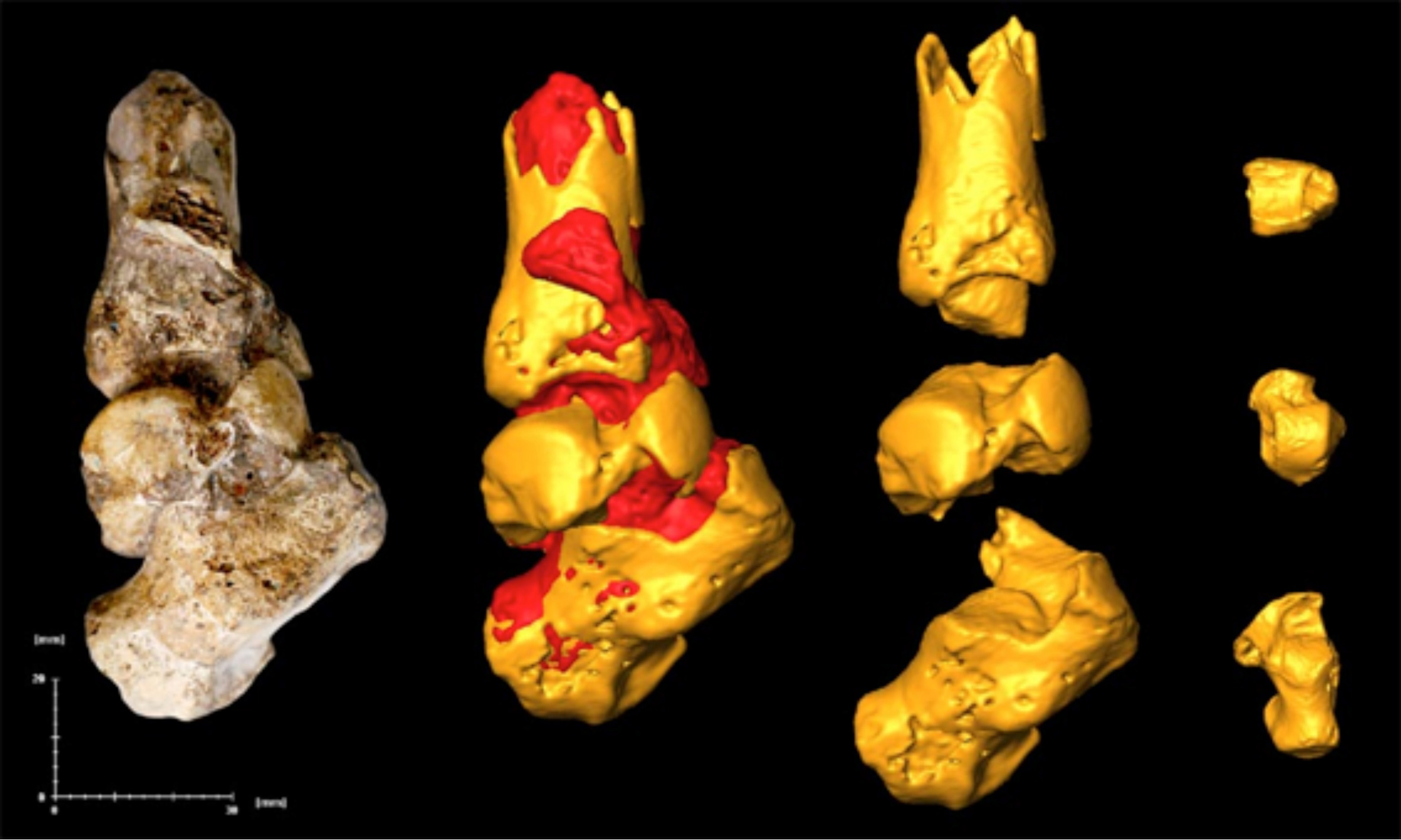
Az A. sediba bokája (vörössel jelölve a csonthoz tapadó mészkő)

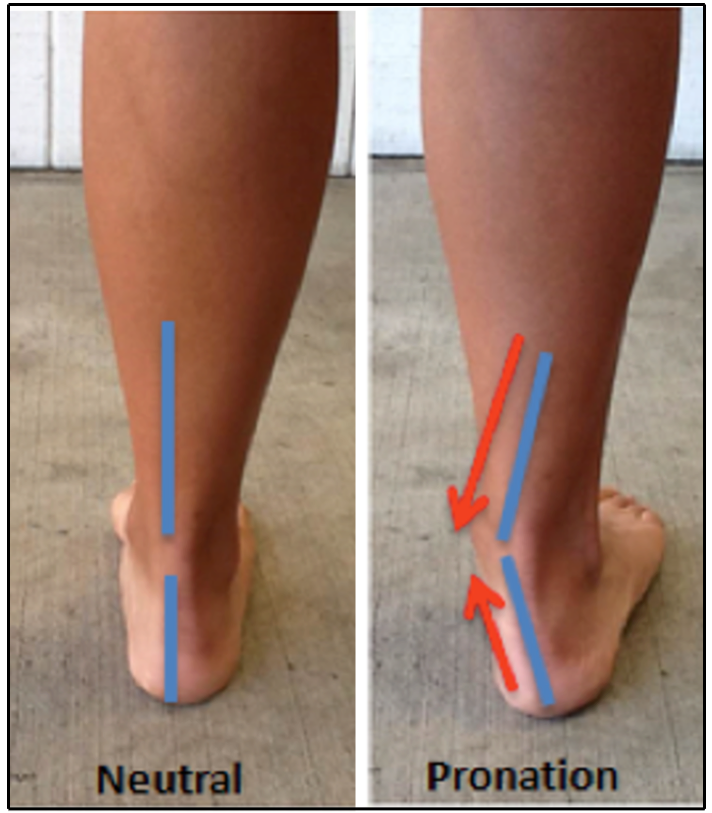
Túlpronáló boka (jobbra)

Az A. sedibá-nak -akárcsak a többi australopithecusnak és a korai Homó-knak – még némileg majomszerű felsőteste volt, viszonylag hosszú karokkal, megnyúlt alsókarral (az alkar-felkar indexe 84) és ízületeinek felszíne is eléggé nagy. Nem tisztázott, hogy a majomszerű végtagok részben fán lakó életmódra utalnak, vagy olyan ősi tulajdonság, amelynek megváltozására ekkor még nem hatott jelentős szelekciós nyomás. A vállak felvontak, a lapocka hónalj felőli íve jól fejlett és a kulcscsont tuberculum conoideuma (a vállízület körüli izmok tapadásának helye) jól definiált. Általánosságban a kulcscsont izomtapadási helyei emberszerű mozgásra engednek következtetni. A lapockacsont mérete és egyes jellemzői leginkább az orángutánéhoz hasonlítanak, bár alakja inkább az emberhez és a csimpánzhoz közeli. A felkarcsont az afrikai emberszabásúakhoz és az emberhez képest kevésbé csavart, ami (a rövid kulcscsonttal együtt) arra utal, hogy a lapockacsont messzebb volt a gerinctől és magasabban is helyezkedett el. Az A. sediba karjai majomszerűbbek, mint a korábban kifejlődő A. afarensis esetében, így ha közeli rokonság áll fenn a két faj közt, akkor ez arra utal, hogy A. sediba utólagosan részben visszatért a fán élő életmódhoz.
A könyökízületben a felkarcsont külső és belső könyökdudorja megnyúlt, akárcsak a többi australopithecusnak és az emberszabásúaknak. A felkarcsont a könyök közelében egy fejlett taraj is található, amelyhez az alkart hajlító karorsói izom tapadt. Az ujjcsontok hosszúak, robusztusak, íveltek és erőteljes ujjhajlító izmok tapadtak hozzájuk; egyes vélemények szerint ez is fán lakó életmódra utal. A Homo fajokhoz hasonlóan hüvelykujja viszonylag hosszú, többi ujja pedig rövidebb, ami elősegítette az eszközök készítéséhez és használatához szükséges precíziós fogást.
Akárcsak a többi australopithecus esetében, bokájának, térdének, csípőjének felépítése a rendszeres két lábon járáshoz alkalmazkodott. A láb csontjai igen hasonlóak az A. afarensis-éhez, míg a boka meglehetősen emberszerű.
A vaskos bokacsont inkább az emberszabásúakéra hasonlít. Vitatott, hogy az A. sedibá-nak emberszerű talpboltozata vagy majomszerű lapos talpa volt-e. A karcsú sarokcsont és az erőteljes malleolus (a boka oldalsó csontos kitüremkedései) meglehetősen majomszerűek és az erőátvitel kevésbé hatékony a sarokcsont és a bokacsont között, mint az embernél; ezzel szemben a lábfej középső része mozgékonyabb. Lábfeje funkcionálisan megfelel az A. africanus-énak.
Feltételezik, hogy az A. sediba járás közben ún. "túlpronált", lábfejének belső élével ért földet és bokája befelé fordult; legalábbis lábizmainak tapadási helyei erőteljes oldalirányú feszültségre engednek következtetni. A mai ember esetében ez járáshibának minősül és lúdtalphoz, lábfájdalmakhoz vezethet. Az A. sediba jóval mozgékonyabb lábfejével megelőzhette a boka túlzott oldalirányú terhelését. Más australopithecusoknál nem figyeltek meg hasonló lábtartást, talán a mozgékony lábfejre a fára mászáskor volt szüksége és a túlpronálás egy kompromisszumnak tekinthető a két lábon járó és fán élő életmód között.

## Biológiája

### Étrendje
Mindkét A. sediba példány fogain talált mikroszkopikus növényi maradványok szénizotóp-analízise azt mutatta, hogy szinte kizárólag C3 típusú erdei növényekkel táplálkoztak, pedig a szavannai környezetben bőséggel találhattak C4 típusú füveket és sásokat is. Hasonlóan viselkednek a mai, szavannán élő csimpánzok és ezt valószínűsítik a kora pliocénben élt Ardipithecus ramidus esetében is; de a többi korai hominida is megette a C4 növényeket. Néhány növényi maradványt nagyjából azonosítani lehetett: az egyszikűek feltehetően a nedves, árnyékos helyeken élő C3 füvek és sások közül kerültek ki, míg a kétszikűek között voltak gyümölcsök, levelek, kéreg maradványai is. Bár a majmok rendszeresen megrágják a magas cukortartalmú kérget, emberelődök esetében eddig ezt nem mutatták ki. A fogak kopásmintázata arra utal, hogy mindkét A. sediba rendszeresen rágott kemény növényeket: gyakrabban mint a H. erectus, de nem annyit, mint a P. robustus. Állkapcsa mindenesetre nem alkalmazkodott az erőteljes rágáshoz, így ezek a növények csak étrendjének kis részét tehették ki.
A fentiek alátámasztják azt az elképzelést, hogy az A. sediba legalábbis részben fán élő életmódot folytathatott. Étrendje mindenesetre jóval több növényre terjedt ki, mint a mai, főleg gyümölcsöt fogyasztó szavannai csimpánzoké, így egyrészt kisebb terület is elegendő volt az eltartásához, másrészt éhínség esetén fakérgen és más, nehezen rágható ételen is elélhetett egy darabig.

### Patológiai elváltozások

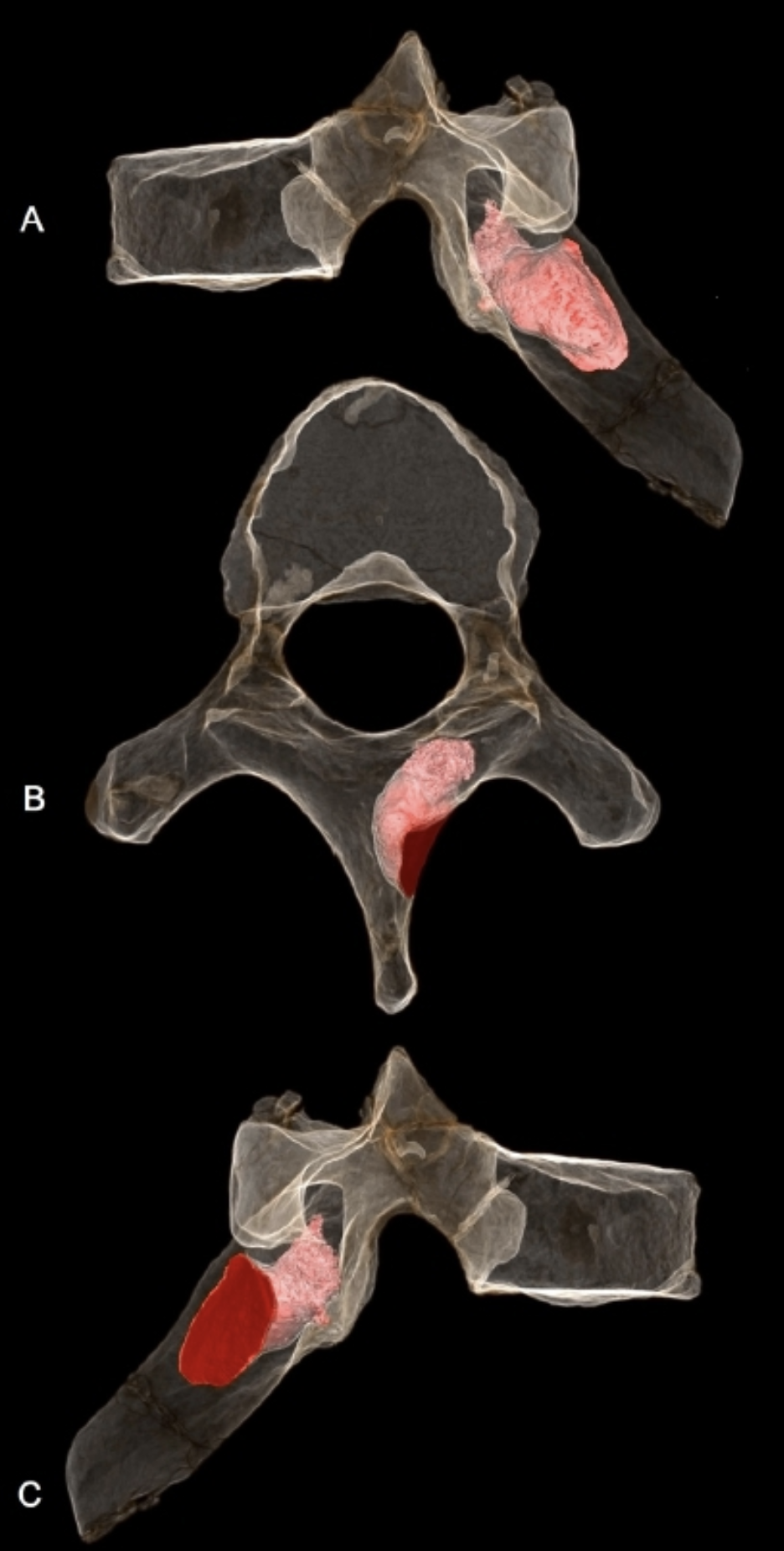
Tumor (rózsaszín) az MH1 csigolyáján

Az MH1 hatodik mellkasi csigolyájában egy csonttumort fedeztek fel, feltehetően egy jóindulatú oszteoid oszteómát. A lézió 5,9 mm széles, 6,7 mm mélyre hatol és a halál pillanatában még aktív volt. Nem nyomult be a csigolyalyukba, így feltehetően nem okozott semmilyen idegrendszeri rendellenességet és gerincferdülésre utaló jelet sem találtak. Lehet hogy akadályozta a lapocka mozgását és akut vagy krónikus fájdalmat, izomrángásokat idézett elő. Ha feltételezzük, hogy az A. sediba gyakran mászott fára, a nagyobb hátizmok találkozásánál lévő csontkinövés akadályozhatta a mozgásában. Ezzel az MH1 esetében diagnosztizálták az emberelődök között az első ismert rákos megbetegedést, mintegy 200 ezer évvel megelőzve az 1,8-1,6 millió éves, szintén dél-afrikai SK 7923 fosszíliát, melynek a lábközépcsontján találtak oszteoszarkómát. A tumorok egyébként igen ritkák a hominidák fosszíliáin, akárcsak a mai majmok esetében. A csonttumorok a fiatalok között gyakoribbak és az MH1 is serdülőkorú volt.
Mind az MH1, mind az MH2 halála röviddel halála után vagy még azelőtt tompa ütésektől származó csontsérüléseket szenvedett el. Ez megfelel pusztulásuk feltételezett körülményeinek, miszerint belezuhantak egy mély aknába. Mindketten mintegy 5-10 métert zuhantak, mielőtt egy kisebb kövekkel, homokkal, denevérürülékkel borított lejtőn értek földet; ennek felszíne némileg tompította az esés erejét. Az MH1 esetében főleg az állkapocs és a fogak sérültek. Az MH2-nél inkább a jobb oldal érintett: a kéz és az alkar csontjai törtek, ahogy feltehetően igyekezett tompítani az esést. Egyébként az australopithecusok közül ezek az első olyan ismert példányok, ahol a halált egyértelműen baleset és nem ragadozó vagy betegség okozta.

## Környezetük

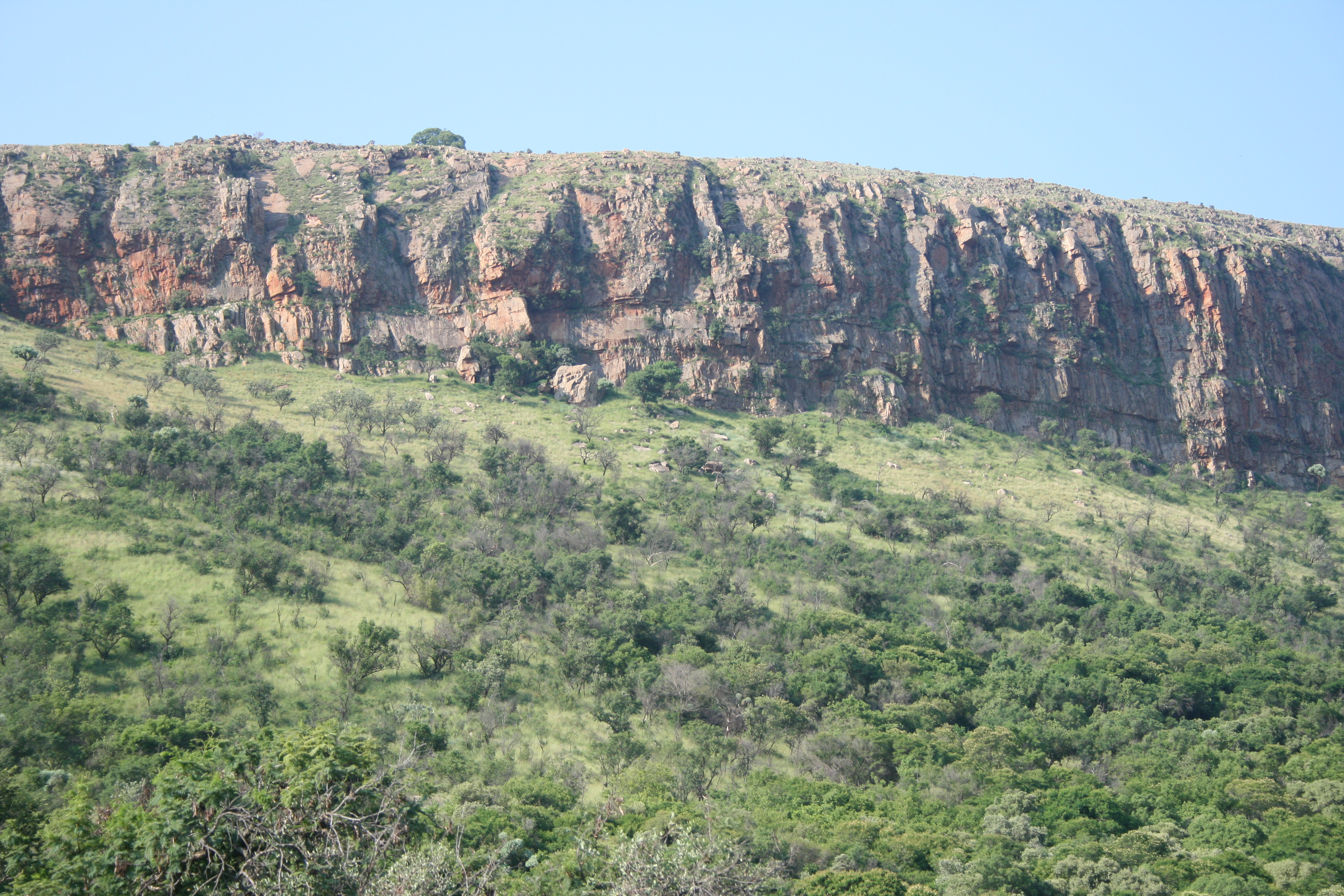
A Magaliesberg-hegység ma

A egykori barlanggödör üledékének D és E fácieséből 209 egyéb fosszíliát sikerült kinyerni. Ezek között volt kardfogú macska, (Dinofelis barlowi), leopárd, afrikai vadmacska, feketelábú macska, barna hiéna, ezüsthátú róka, mocsári manguszta, zebramungó, petymeg, afrikai vadkutya, vadló, vaddisznó, sziklaugró antilop, a kihalt Megalotragus antilop, valamilyen tehénantilop, a bozóti antilop és a nagy kudu valamely rokona és nyúl is. Ma a feketelábú macska és az ezüsthátú róka csak Dél-Afrika száraz bozótosaiban és szavannáin él. A barna hiéna is a nyílt, száraz élőhelyeket kedveli, sűrű erdőkben soha nem fordul elő. Ezzel szemben a Dinofelis és a mocsári manguszta általában a zárt növényzetű, nedves élőhelyek indikátora. Feltehetően a közelben (a róka territóriumát ismerve 20 km2-en belül) egyaránt előfordult szavanna és zárt erdő is.
A D fáciesből feltárt ragadozó koprolitokban (megkövesedett ürülékben) Podocarpus vagy Afrocarpus fák pollenjét és fitolitjait, valamint azonosítatlan fenyő- és kétszikű famaradványokat találták meg. A füvek fitolitjai hiányoztak. Ma a barlang környezete fűvel borított, Podocarpust vagy Afrocarpust legközelebb kb. 30 km-re lehet találni a Magaliesberg-hegységben, 1500–1900 m magasságban, ahol kevesebb a bozóttűz. Az A. sedibák idejében a környék feltehetően valamivel hűvösebb és nedvesebb volt. A tektonikus mozgások miatt a barlang akkor még alacsonyabban feküdt és a Magaliesberg sem emelkedett még ilyen magasra.
Ismert, hogy az australopithecusok és a korai Homo fajok hűvösebb éghajlathoz alkalmazkodtak, mint a későbbi emberelődök, valamennyi fosszíliájuk legalább 1000 méteres tengerszint feletti magasságban került a földbe. Eszerint, akárcsak a mai csimpánzok, olyan területeken éltek, ahol a napi átlaghőmérséklet 25 °C körül mozgott és éjjelente akár 5 °C-ra is lehűlhetett a levegő. A Malapa-barlang ma 1442 m-es magasságban helyezkedik el. Az A. sediba kortársai a P. robustus és a H. ergaster/H. erectus voltak, az A. africanus nagyjából ekkor halt ki. Dél-Afrika talán egyik utolsó menedéke volt az australopithecusoknak, mielőtt a jelentős éghajlati változások, valamint a hominida versenytársak végképp kiszorítotték volna őket.
|  |

## Fordítás
- Ez a szócikk részben vagy egészben  az   Australopithecus sediba című angol Wikipédia-szócikk ezen változatának fordításán alapul.  Az eredeti cikk szerkesztőit annak laptörténete sorolja fel. Ez a jelzés csupán a megfogalmazás eredetét és a szerzői jogokat jelzi, nem szolgál a cikkben szereplő információk forrásmegjelöléseként.